# 黒野友之
黒野 友之（くろの ともゆき、1956年7月3日 - ）は、日本の実業家。伊良湖リゾート代表取締役社長や、金沢名鉄丸越百貨店代表取締役社長、名鉄百貨店代表取締役社長、博物館明治村所長等を歴任。

## 人物・経歴
愛知県出身。1979年横浜国立大学経営学部卒業、名古屋鉄道入社。サービス事業に長く携わり、2002年には博物館明治村所長に就任。2006年伊良湖リゾート取締役。2009年伊良湖リゾート代表取締役社長。2010年名鉄グランドホテル取締役。2011年名鉄グランドホテル常務取締役。2012年金沢名鉄丸越百貨店代表取締役専務。2013年金沢名鉄丸越百貨店代表取締役社長兼名鉄百貨店取締役、北陸鉄道取締役。2015年名鉄百貨店代表取締役副社長。2016年から名鉄百貨店代表取締役社長を務め、中年層や高齢者層取り込みのための戦略にあたった。2019年栄開発代表取締役社長。この間、東海テレビ放送番組審議会委員等も歴任した。